# Зигмунд IV фон Тирщайн
Зигмунд IV фон Тирщайн (на немски: Sigmund IV Graf von Tierstein, Landgraf im Sisgau; † сл. 29 януари 1383) от линията Фробург-Хомберг/Тирщайн-Фарнсбург е граф на Тирщайн и господар на Фарнсбург в Базел Ландшафт в Швейцария. Той е ландграф на ландграфството Зизгау и Бухсгау и господар на Фробург.

## Произход и наследство
Той е син на граф Ото I фон Тирщайн († пр. 1352) и съпругата му Клемента фон Юзенберг († сл. 1352), дъщеря на Буркард IV фон Юзенберг († 1336) и Лугарт фон Геролдсек, дъщеря на Херман II фон Геролдсек, фогт на Ортенау † 1298) и Ута фон Тюбинген († сл. 1302). Майка му Клемента фон Юзенберг се омъжва сл. 1352 г. втори път за Хайнрих фон Блуменек († сл. 17 октомври 1363).
Внук е на граф Зигмунд II фон Тирщайн (†4 май 1320), господар на Фарнсбург, и съпругата му Агнес фон Вайсенбург, дъщеря на Рудолф фон Вейсенбург. Правнук е на граф Рудолф II фон Тирщайн († сл. 1265) и втората му съпруга Елиза фон Геролдсек († сл. 1265), дъщеря на Буркард IV фон Геролдсек († сл. 1238). Брат е на Рудолф IV фон Тирщайн-Фарнсберг († 15 ноември 1351).
Неговият син Ото II фон Тирщайн (* пр. 1383; † 1418) е последният от линията Тирщайн-Фарнсбург. Неговата дъщеря наследничка Кларана занася замъка и господството Фарнсбург след смъртта на баща ѝ през 1418 г. и през 1426 г. също ландграфството Зизгау на съпруга си, фрайхер Ханс Фридрих фон Фалкенщайн († 1426). Двата сина на Фалкенщайн продават замъка и господството Фарнсбург през 1461 г. на град Базел.

## Фамилия
Зигмунд IV фон Тирщайн се жени за Верена фон Нойенбург-Нидау († 4 юли 1405), дъщеря на
граф Рудолф III фон Нойенбург-Нидау († 21 юни 1339) и Верена де Ньофшател († 1372). Те имат седем деца:
- Ото II фон Фробург в Зизгау (* пр. 1367; † 23 август/14 септември 1418), женен за Елизабет фон Клинген († сл. 1374); има три дъщери:
  - Доротея фон Тирщайн († 1419)
  - Йохана фон Тирщайн († пр. 1434)
  - Кларана фон Тирщайн († сл. 1465)
- Зигмунд V фон Фробург († 9 април 1388), неженен
- Херман II фон Тирщайн († 17 юни 1405 в битка), граф на Тирщайн, женен за Агнес фон Мач († сл. 1422), дъщеря на граф Улрих IV фон Мач-Кирхберг († пр. 28 септември 1402) и Агнес фон Кирхберг, наследничка на Кирхберг († пр. 12 март 1401), дъщеря на граф Вилхелм I фон Кирхберг († 1366) и Агнес фон Тек († 1384); има 2 дъщери;
  - Агнес фон Тирщайн († 11 декември 1433), омъжена за Ото VII фон Лихтенщайн, господар на Мурау и Дурнщайн († сл. 3 февруари 1419)
  - Анна фон Тирщайн († сл. 1405), омъжена за Улрих фон Щархемберг
- Маргарета фон Тирщайн-Фробург († сл. 1427), омъжена пр. 24 ноември 1402 г. за граф Рудолф VI фон Хоенберг († 2 септември 1409/24 юни 1422), син на граф Бурхард IX фон Хоенберг–Наголд и Верена фон Хабсбург-Лауфенбург
- Агнес фон Тирщайн-Фробург († сл. 1430), омъжена ок. 1385 г. за Хайнрих V фон Ротенбург († 1400/1411)
- Анна фон Тирщайн-Фробург († 1465)

Той има и незаконната дъщеря:
- Клемента фон Тирщайн († сл. 1424), омъжена за фрайхер Волфхарт II фон Брандис-Кюсаберг, Блуменег, Фадуц, господар на Вайсенбург и Зоненберг († 1418)